# Lillehammer-affaire
De Lillehammer-affaire was een foutgelopen vergeldingsactie van de Mossad op terrorist Ali Hassan Salameh, waarbij een Noors-Marokkaanse kelner op 21 juli 1973 in het Noorse Lillehammer werd vermoord.
De Mossad had het slachtoffer Ahmed Boushiki (Algerije, 13 april 1943) verward met de terrorist Ali Hassan Salameh die het brein was achter de gijzelneming en moord op 11 Israëlische atleten en officials tijdens de Olympische Zomerspelen van 1972. De betreffende Mossad-agent is nooit vervolgd omdat de Mossad weigerde de naam van de dader te onthullen. De echte Ali Hassan Salameh werd uiteindelijk vermoord door een autobom in Beiroet op 22 januari 1979. 